# Marc Labrèche
Pour les articles homonymes, voir Labrèche.
Marc Labrèche, né à Montréal le 20 novembre 1960 est un humoriste, acteur et animateur de télévision québécois.
Il est entre autres connu pour ses émissions qui parodient l’actualité et ses imitations de personnalités québécoises, françaises et internationales.

## Biographie

### Carrière au cinéma et au théâtre
Très tôt dans sa jeunesse, Marc Labrèche est initié aux arts de la scène, notamment par son père, le comédien Gaétan Labrèche. Il commence un baccalauréat en philosophie à l'Université de Montréal, mais à dix-huit ans, il est soudainement propulsé sous les feux de la rampe. Il joue dans plusieurs téléromans populaires, dont Boogie-woogie 47 et Chop Suey.
Au début des années 1980, après avoir joué notamment dans la comédie musicale Pied de poule, Marc Labrèche décide d’abandonner temporairement sa carrière d’acteur, qu’il jugeait suivie davantage par héritage paternel que par choix personnel. Éreinté, il part en Inde comme bénévole auprès d’une petite organisation caritative, puis séjourne à Rishikesh où il tente d’apprendre le swarmandal et mène une vie quasi monacale. Ce voyage, qui l’amène à remettre en question son identité et sa vocation, se termine par son retour au Québec après plusieurs mois. Il reprend progressivement contact avec le milieu artistique, recommençant par de la figuration et des rôles mineurs. Labrèche a décrit cette période comme essentielle pour se distancer de l’ombre de son père et tracer son propre parcours dans le métier.
Il participe à la comédie musicale Pied de poule de Marc Drouin en 1982. Il est aussi très sollicité au théâtre, avec des rôles dans des productions telles que Harold et Maude (Théâtre du Rideau vert, 1979), Les Fourberies de Scapin (Théâtre du Nouveau Monde, 1986) et Les Fausses Confidences (Théâtre du Rideau vert, 1988).
Son rôle le plus marquant est sans doute l'homme tourmenté qu'il incarne dans la pièce Les Aiguilles et l'opium de Robert Lepage. Pendant deux ans (1994-1995), il est appelé à voyager aux États-Unis, en Europe et au Japon pour cette œuvre qui connaît un succès retentissant.

### Débuts à la télévision
Il débute à Télé-Québec en tant que chroniqueur à l'émission Beau et Chaud. Il se fait connaître par la suite dans le rôle du Prof-Bof au Le Club des 100 watts. Ensuite, il joue aussi Rénald Paré dans la télésérie burlesque  de Claude Meunier, La petite vie.

### Animation deLa fin du monde est à sept heureset duGrand blond avec un show sournois
En 1997, le réseau TQS l'approche pour animer une émission quotidienne décrivant l'actualité internationale de façon satirique et humoristique. Labrèche accepte, et c'est le début de l'aventure de La fin du monde est à sept heures. Entouré de ses collaborateurs, Patrick Masbourian, Jean-René Dufort, Isabelle Maréchal, Bruno Blanchet et Paul Houde, Marc Labrèche anime ce bulletin de nouvelles débridé d'une main de maître, lequel s'apparente grandement au succès américain The Daily Show avec Jon Stewart. L'émission a été continuellement changée de plage horaire, à cause de son contenu abrasif et parfois très cru. Le titre ne changera jamais, mais La fin du monde sera diffusée à 19 h, à 18 h et à 22 h selon les saisons. L'émission est un franc succès, qui durera trois ans.
En 2000, c'est au tour du réseau TVA, l'autre chaîne de télé privée québécoise, de l'approcher pour animer un talk-show de fin de soirée, Le Grand Blond avec un show sournois. Le nom de l'émission est un jeu de mots qui fait référence au film français de 1972, Le Grand Blond avec une chaussure noire. Le contenu est beaucoup moins controversé que celui de La fin du monde, mais Labrèche trouve tout de même le moyen de s'adonner à des parodies particulièrement savoureuses au début de l'émission, qui dure une heure (de 22 h 30 à 23 h 30). Il met fin au projet en 2003 pour des raisons personnelles. Il a souvent répété dans les médias qu'il avait envie de faire autre chose, notamment de retourner au jeu théâtral.
De 2023 à 2025, il anime l'émission Je viens vers toi, un talk-show humoristique. Toutefois, son contrat se termine quand le diffuseur de l’émission, Noovo, annonce que l’émission ne conduira pas de 4e saison . Je viens vers toi prendra définitivement fin le 18 mars 2025 après trois saisons. L’équipe de Noovo n’a toutefois pas donné plus de détails sur cette décision.

### Projets récents
Après avoir participé au film Monica la mitraille au printemps 2004, Labrèche a renoué avec les planches en jouant dans différents théâtres montréalais la pièce Variations sur un temps. On l'a aussi vu dans le film Les États-Unis d'Albert d'André Forcier, de même que dans les téléséries L'Héritière de Grande Ourse et Les Bougon, c'est aussi ça la vie!, diffusées sur les ondes de Radio-Canada. Il a également campé trois des personnages principaux de la série-pastiche Le cœur a ses raisons, une parodie des soaps américains tels que Dynastie, amour, gloire et beauté et Les feux de l'amour. Puis il a animé le Fric Show à Radio-Canada, une audacieuse émission sur la consommation. Il a tenu le rôle principal d'un long métrage de Denys Arcand, L'Âge des ténèbres, sorti en 2007. Marc Labrèche a repris l'antenne de Radio-Canada en janvier 2008 avec l'émission humoristique 3600 secondes d'extase, pour laquelle il est entouré de quelques collaborateurs réguliers, soit Paul Houde, André Sauvé, Pierre Brassard, Bruno Blanchet et Patrice Coquereau.
La même année il prête ses traits au personnage du Doc. Labroche et de son frère jumeau Philippe Labroche, dans la quatrième bande dessinée des aventures de Fonck et Ponck du jeune Luca Jalbert, de Lévis, intitulée Le Spectre Noir. Il redonnera vie à ces personnages ainsi qu'à un troisième, la sœur du trio, Yolande Labroche, dans une cinquième aventure en 2011, Les Voyageurs du Graal. En 2018, Marc Labrèche plonge à nouveau dans les aventures de Fonck et Ponck de Luca Jalbert pour célébrer le 20e anniversaire de la série. Dans ce sixième tome, intitulé La tour du diable, il incarne la descendance future du frère jumeau Philippe Labroche rencontré dans les aventures précédentes. Son petit fils Raynald Labroche.
Il reprend en novembre 2009, son rôle de Rénald Paré le temps d'une émission spéciale de Noël de La petite vie intitulé Noël Story et qui est diffusé à la télévision d'État le 20 décembre 2009.
Marc Labrèche retrouvera Anne Dorval le 14 septembre 2012 à 20 h sur Télé-Québec dans une série intitulée Les Bobos. Créée par Marc Brunet, la comédie dépeint avec satire les aventures de personnages issus de la « gauche caviar », habitants du Plateau-Mont-Royal et autres milieux branchés.
La série adopte un format de 30 minutes, distinct de celui d’Un gars, une fille, puisqu’elle ne s’attarde pas à l’intimité domestique des protagonistes mais suit plutôt leurs interactions dans des lieux publics. Télé-Québec a commandé une première saison de 26 épisodes, suivie d’une deuxième saison avant l’arrêt de la série en 2013.
De 2016 a 2018, il anime Info, sexe et mensonge, une émission hebdomadaire ou il retrouve plusieurs collaborateurs comme Paul Houde par exemple.
Depuis l'automne 2018, il anime à l’antenne de Télé-Québec une émission appelée Cette année-là, où il revisite certaines années marquantes pour la culture québécoise avec l'aide de trois collaborateurs (Simon Boulerice, Fred Savard, Émilie Perreault) et d'invité qui a marqué cette époque.
Il animait le talk show « Je viens vers toi » depuis le printemps 2023.

### Vie privée
Il est le père de Léane Labrèche-Dor et Orian Labrèche-Dor, nés de son union à Fabienne Dor, fille du chanteur Georges Dor. Cette dernière est décédée à l’âge de 47 ans le 1er juin 2005, des suites d’un cancer du sein.
Il est le fils de l'acteur Gaétan Labrèche, avec qui il a partagé l'écran dans l'épisode Michel et François de la série L'Amour avec un grand A, où le personnage de Gaétan joue le père du personnage de Marc.
Il est marié avec l’artiste peintre et costumière Jennifer Miville Tremblay depuis le 9 septembre 2022.

## Filmographie

### Cinéma
- 1986 : Qui a tiré sur nos histoires d'amour ? : jeune Me Mayer
- 1987 : If Only
- 1989 : Dans le ventre du dragon : infirmier 1
- 1990 : Ding et Dong, le film : Jean-Lou
- 1991 : L'assassin jouait du trombone : Édouard Elkin
- 1992 : Le Grand Zèle
- 1993 : Matusalem : Philippe  Ambroise Dubuc de Beauchêne
- 1997 : La vengeance de la femme en noir : Édouard Elkin
- 1997 : Matusalem II : le dernier des Beauchesne : Philippe Ambroise Dubuc de Beauchesne
- 1998 : Le cœur au poing : le camionneur
- 1999 : La petite histoire d'un homme sans histoire : projectionniste / tueur
- 2002 : L'odyssée d'Alice Tremblay : le Loup
- 2004 : Monica la mitraille : Théo
- 2005 : Les États-Unis d'Albert : Simon
- 2007 : L'âge des ténèbres : Jean-Marc Leblanc
- 2010 : L'enfant prodige : Rodolphe Mathieu
- 2013 : Whitewash : l'homme que j'ai tué : Paul
- 2016 : 9, le film, sketch Le Lecteur de Marc Labrèche : Jean-François, le client

### Télévision
- 1969 : Quelle famille ! : Pierre
- 1970 : À la branche d'Olivier : Jules Mathieu
- 1976 : Le procès d'Étienne (téléthéâtre)
- 1978 : Trois jours de grâce (téléthéâtre)
- 1979 : Chez Denise
- 1979 : Du tac au tac : Julien Richard
- 1980 : Boogie-woogie 47 : Clovis Jobin
- 1985 : L'âme-sœur : Charles de Rigaud et Pierre Jean
- 1988 - 1994 : Beau et chaud
- 1989 : CTYVON : Chroniqueur
- 1989 : Le grand remous : Mario Roussel
- 1989 : Robin et Stella
- 1990 - 1994 : Le Club des 100 watts : prof Bof
- 1990 : Jamais deux sans toi : Gilles Dufour
- 1990 : L'Amour avec un grand A : Michel et François : Michel
- 1991 : Chop Suey : Walter Blais (1991-92)
- 1993 - 1999 : La Petite Vie : Rénald Paré
- 1993 : Les Intrépides : voleur de violons
- 1997 - 2000 : La fin du monde est à sept heures : animateur
- 2000 - 2003 : Le Grand Blond avec un show sournois : animateur
- 2005 - 2007 : Le cœur a ses raisons : Brett Montgomery / Brad Montgomery / Brenda Montgomery / Clifford Montgomery
- 2005 : L'Héritière de Grande Ourse : Conrad Raté
- 2005 : Les Bougon, c'est aussi ça la vie ! (2 épisodes) : Clément Ledoux
- 2006 : Fric Show : animateur
- 2008 - 2011 : 3600 secondes d'extase : animateur
- 2009 : VRAK la vie : Professeur d'arts plastiques
- 2012 - 2013 : Les Bobos : Étienne Maxou
- 2014 : Le 16 heures : lecteur du manifeste du Front de libération des jeunes à boutte du Québec
- 2016 : Info, sexe et mensonges : animateur
- 2018 : Cette année-là : animateur
- 2018-2024 : Léo (saisons 1-5) : Couture
- 2023-2025 : Je viens vers toi : Animateur[9]
- 2023: Inspirez expirez : Richard

## Doublage et narration
- 1986 - 1993 : Sous l'arbre parasol (Under the umbrella tree, télé) : Iggy
- 1987 : Anne... la maison aux pignons verts : La Suite (Anne of Green Gables: The Sequel) : Fred Wright / Lewis Allen
- 1988 - 1993 : Garfield et ses amis (Garfield and Friends, télé) : Binky / Bigoudi
- 1988 : Les 9 vies de Garfield (Garfield II) : Binky le clown
- 1989 : La Petite Sirène (The Little Mermaid) de John Musker et Ron Clements : Messager
- 1990 : Les Tortues Ninja (Teenage Mutant Ninja Turtles) : Donatello
- 1991 : L'École de ski s'envoie en l'air (Ski School) : Dean Cameron (Dave Marshak)
- 1991 : Teenage Mutant Ninja Turtles 2: La Solution Secrète (Teenage Mutant Ninja Turtles 2: The Secret of the Ooze) : Donatello
- 1991 : Les oursons volants (The little flying bears, télé) : Rak
- 1993 : De l'amour et des restes humains
- 1993 : Les Apprentis champions (Cool Runnings) : Doug E. Doug (Sanka Coffie)
- 1994 - 2007 : Les Simpson : Otto / Krusty
- 1994 : Ace Ventura mène l'enquête (Ace Ventura: Pet Detective) : Ace Ventura
- 1994 : Poucette : Jacquimo
- 1995 : Bien dans sa peau - bouffons dingue !
- 1995 : Max le chat : narrateur
- 1995 : Histoire de jouets : Slinky
- 1999 : Slippery Ice!
- 2000 : L'Ampoule électrique
- 2000 : Le Moteur à explosion
- 2000 : Plus ça chauffe, plus ça gaze
- 2002 : Austin Powers dans Goldmember : un Japonais
- 2006 : Star ou Boucher (Sons of Butcher, télé) : Dan Boucher
- 2007 : Toupie & Binou (télé & Internet) : Toupie
- 2010 : Detestable moi : Gru
- 2012 : Le Lorax
- 2013 : La reine des neiges : Olaf
- 2016 : Cochon dingue : Néo
- 2016 : Zootopia : Flash
- 2017 : Mon Petit Poney, le film : Le Roi Tonnerre
- 2018 : Le Grincheux : Le Grincheux
- 2019 : La Reine des neiges 2 : Olaf
- 2023 : Toupie et Binou, le film : Toupie

## Théâtre
- 1979 (Théâtre du rideau Vert) : Harold et Maude : Harold
- 1980 (présenté à l'émission Les Beaux Dimanches à Radio-Canada) : L'École des femmes : Horace
- 1981 (Théâtre du Rideau Vert) : Chapeau !
- 1982 (La Polonaise) : Pied de Poule : Desmond Bigras
- 1986 (Théâtre du Nouveau-Monde) : Les Fourberies de Scapin : Octave
- 1988 (Théâtre Il va sans dire) : Import-Export
- 1988 (Théâtre du Rideau Vert) : Les Fausses Confidences
- 1989 (Place des Arts) : Gala : Salvador Dali
- 1990 (émission diffusée à Canal Famille) : Vidéo-Théâtre
- 1992 (Nouvelle Compagnie Théâtrale) : Frankenstein : Frankenstein
- 1992 (Théâtre du Vieux Terrebonne) : La Mandragore : Callimaco
- 1994-1995 (présenté un peu partout au Québec, au Canada anglais et en Europe) : Les Aiguilles et l'Opium
- 1996 (Théâtre de Quat'Sous) : Le Cryptogramme
- 1996 (Théâtre du Rideau-Vert) : Art : Serge
- 2004 (Monument National et Maison Théâtre) / 1996 (Théâtre de Quat'Sous) : Variations sur un temps
- 2013 : Les Aiguilles et l'Opium : Jean Cocteau et Robert

## Bandes dessinées
- 2008 : Le Spectre noir, tome 4 des Aventures de Fonck et Ponck, par Luca Jalbert, éditions Cabro Productions: Doc. Labroche / Philippe Labroche
- 2011 : Les Voyageurs du Graal, tome 5 des Aventures de Fonck et Ponck, par Luca Jalbert, éditions Cabro Productions: Doc. Labroche / Philippe Labroche / Yolande Labroche
- 2018 : La tour du diable, tome 6 des Aventures de Fonck et Ponck, par Luca Jalbert, éditions CABRO* Productions: Raynald Labroche

## Distinctions
- 2000 : Prix Gémeaux : Meilleure animation : toutes catégories jeu, variétés et humour pour La fin du monde est à sept heures
- 2000 : Prix Gémeaux : Meilleure interprétation masculine dans un rôle de soutien : téléroman, comédie de situation ou humour pour La Petite Vie
- 2001 : Prix Gémeaux : Meilleure animation : variétés ou humour pour Le grand blond avec un show sournois
- 2002 : Prix MetroStar, Personnalité masculine
- 2003 : Prix Jean-Besré
- 2003 : Prix Gémeaux : Meilleure interprétation : humour pour La Petite Vie
- 2006 : Prix Gémeaux : Meilleure interprétation, premier rôle masculin : comédie pour Le cœur a ses raisons
- 2006 : Prix Artis : artiste d'émission d'humour pour Le cœur a ses raisons
- 2010 : Prix Gémeaux : Meilleure interprétation : humour pour 3600 secondes d'extase
- 2021 : Membre de l’Ordre du Canada[10]